# Палици (Ређо ди Калабрија)
Палици (итал. Palizzi) је насеље у Италији у округу Ређо ди Калабрија, региону Калабрија.
Према процени из 2011. у насељу је живело 307 становника. Насеље се налази на надморској висини од 317 м.

## Становништво
Према резултатима пописа становништва 2011. у општини је живело 2.297 становника.
| 1931. | 1936. | 1951. | 1961. | 1971. | 1981. | 1991. | 2001. | 2011. |
| ----- | ----- | ----- | ----- | ----- | ----- | ----- | ----- | ----- |
| 4.642 | 4.964 | 5.147 | 4.574 | 3.383 | 3.047 | 3.085 | 2.709 | 2.297 |